# Carp Dando

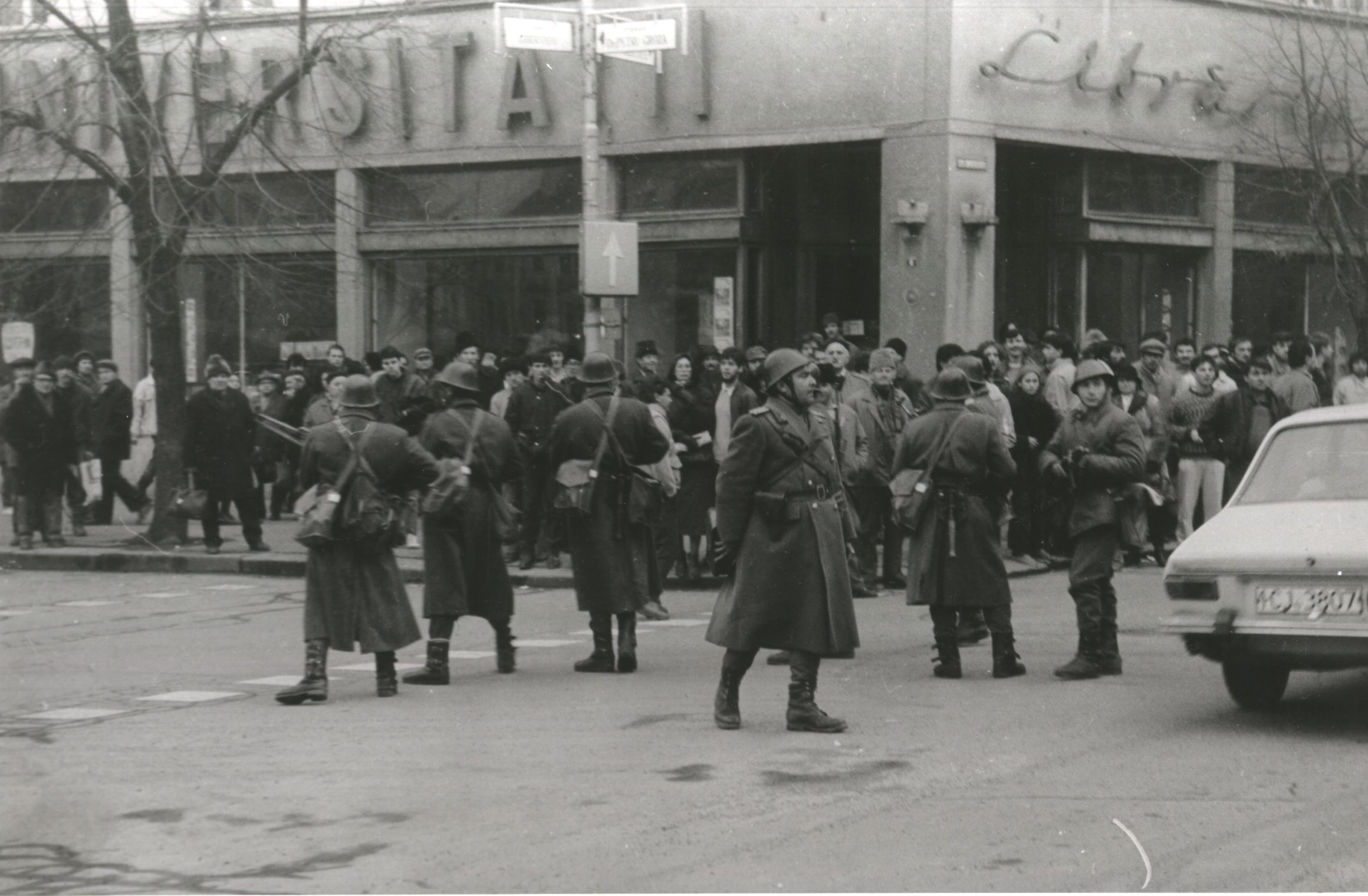
“Împuşcaţi-i că nu-s oameni”
Căpitanul Carp, în prim plan

Carp Dando (n. ?) este un fost căpitan de armată în timpul Revoluției Române din 1989 de la Cluj și unul din cei patru ofițeri care erau la comanda dispozitivul din Piața Libertății, unde au fost primele victime în rândul manifestanților. A fost acuzat pentru crimă, dar dosarul a fost închis în 1998. În 2007 dosarul a fost redeschis și riscă 15-25 de ani de închisoare. El este cel care a ordonat deschiderea focului împotriva manifestanților. După primele rafale într-o busculadă cu actorul Călin Nemeș l-a rănit pe acesta cu pistolul din dotare. În timpul aceleiași busculade a fost rănit și el, prin împușcare de către unul dintre soldații din subordine care încerca să-l împuște pe actorul Nemeș.
După 1989 a ajuns locotenent-colonel.